# Del principio federativo
Del principio federativo è un libro di Pierre Joseph Proudhon edito da Paolo Bonacchi che tratta di una concezione del federalismo definita per la sua essenzialità "federalismo integrale".

## Suddivisione dei capitoli
- Dualismo politico - Autorità e Libertà: opposizione e connessione di queste due nozioni
- Concetti a priori sugli ordinamenti politici: regime di autorità regime di libertà
- Forme di governo
- Transazione tra i princìpi: origine delle contraddizioni della politica
- Governi di fatto: dissoluzione sociale
- Posizione del problema politico: principio di soluzione
- Sviluppo dell'idea di Federazione
- Costituzione Progressiva
- Ritardo delle Federazioni: cause del loro rinvio
- Idealismo politico: efficacia della garanzia federale
- Sanzione economica: Federazione agricolo-industriale

## Edizioni
- Pierre Joseph Proudhon, Del principio federativo, PDF, Paolo Bonacchi, 2005,  p. 137.

## Il testo completo
Del principio federativo di Pierre-Joseph Proudhon (a cura di Paolo Bonacchi)